# Egy párizsi polgár naplója
Egy párizsi polgár naplója (Journal d'un bourgeois de Paris) nevet viseli az a feljegyzésgyűjtemény, melyet egy ismeretlen XV. századi párizsi személy írt saját korának egyes eseményeiről. Noha több kísérlet is történt az író azonosítására – ebben az összefüggésben Jean Beaurigout párizsi plébános, Jean de l'Olive teológus és Jean Chuffart, egyetemi kancellár neve merült fel – máig sem tudjuk, hogy ki a szerző. Annyi bizonyos, hogy egyházi személy volt és egyike volt a párizsi egyetem oktatóinak. A napló 1405 és 1449 között követi nyomon a franciaországi események közül azokat, melyek eljutottak a párizsi közvéleményhez. A dokumentum bevallottan Burgundia-párti írója szimpatizál az angolokkal, elítélően szól a későbbi VII. Károly francia királyról, valamint az őt támogató Jeanne d'Arc-ról. Az utóbbiról így ír Párizs 1429-es ostroma kapcsán
„Rohammal elfoglalni remélték a várost, de csak bánatot, szenvedést és szégyent nyertek ott. Sokuk egy életre megnyomorodott, férfiak akik a támadás előtt erősek és egészségesek voltak – de egy bolond sosem hisz el semmit, amíg ki nem próbálta. E férfiak miatt mondom ezt, akik olyan balszerencsések, olyan ostoba bizalommal teliek voltak, hogy egy női alakban megjelenő teremtmény tanácsára hallgattak, akit ők a Szűznek hívtak....„Felálltak, jó tizenkétezren vagy még annál is többen, és feljöttek, Szüzükkel együtt, körülbelül a nagymise idején, tizenegy és tizenkettő között, nagyszámú szekérrel, kocsival, és lóval, mind megrakva nagy háromszor összekötözött fakötegekkel, amelyekkel feltölthetik az árkot. Vad támadást hajtottak végre a Saint Honoré- és a Saint Denis-kapuk között, és harc közben sértéseket és durva szavakat kiáltottak a város védőire. A Szüzük ott volt zászlajával az árok feletti töltésen, és azt mondta a párizsiaknak: 'Adjátok meg magatokat hamar, Jézus nevében! Ha nem adjátok meg magatokat naplemente előtt, erővel jövünk be akár szeretnétek, akár nem, és mind meg lesztek ölve.'

'Azt mondod, te ringyó?' – mondta egy számszeríjas, és rálőtt. A nyílvessző egyenesen keresztülment a lábán, ő pedig futásnak eredt, egy másik átdöfte zászlóvivőjének lábát. Amikor ő megérezte a sebet, felemelte sisakrostélyát, hogy kiszedje a nyilat, erre egy másik ember is rálőtt, amivel a szeme között találta el és megölte.”
A szerző a francia királlyal szemben is csak akkor enyhül meg, mikor annak csapatai 1436-ban elfoglalják Párizst. Maga a napló nem folytatólagos szöveg, hanem egyes évekhez fűzött megjegyzésekből áll össze, ráadásul így is csupán töredékesen maradt fenn, mivel az "1405. és 1408. év első néhány hónapja hiányzik, 1406-ból és 1407-ből pedig egyáltalán nincs feljegyzésünk" A középkori információ-áramlás vizsgálatára nézve kiváló forrás. Magyar fordítása nincs, viszont számos magyarul is elérhető mű idéz belőle hosszabb részleteket.

## Magyar idézetek
- Georges Duby: A katedrálisok kora. Művészet és társadalom, 980-1420; ford. Fázsi Anikó, Albert Sándor; Gondolat, Bp., 1984
- Georges Duby: A lovag, a nő és a pap. A házasság a középkori Franciaországban; ford. Fázsy Anikó; Gondolat, Bp., 1987
- Georges Duby–Andrée Dubyː Jeanne d'Arc perei; ford. Kamocsay Ildikó; Európa, Bp., 1989 (Mérleg) ISBN 9630749173
- Johan Huizinga: A középkor alkonya. Az élet, a gondolkodás és a művészet formái Franciaországban és Németalföldön a XIV. és XV. században; ford. Szerb Antal, Vas István, Tótfalusi István, utószó Klaniczay Gábor, jegyz. Vidrányi Katalin; Magyar Helikon, Bp., 1976